# Friedrich Warnecke (Offizier)
Friedrich Warnecke (* 25. November 1898 in Burgdorf; † 4. Mai 1968 in Ronnenberg) war ein deutscher Offizier, zuletzt Generalmajor im Zweiten Weltkrieg.

## Leben
Friedrich Warnecke trat am 2. Januar 1916 als Fahnenjunker in die Armee ein und diente als Offizier im Ersten Weltkrieg. Am 29. Juli 1918 wurde er im Infanterie-Regiment 135 zum Leutnant befördert.
Nach dem Krieg schloss er sich der Brigade Ehrhardt an und wurde später Vorsitzender der Organisation Consul in Hamburg. Ab 1922 wurde er steckbrieflich für seine Beteiligung an Sprengstoffattentaten als sogenannte „Sprengkolonne Warnecke“, u. a. auf Ernst Thälmann und dem Revolutionsdenkmal des Ohlsdorfer Friedhofs, gesucht. Er tauchte in der Schwarzen Reichswehr unter.
Später, d. h. nicht vor 1935, wurde er als Hauptmann (E) für das Wehrbezirkskommando Bernburg in die Reichswehr aufgenommen. 1939 war er dort als Adjutant eingesetzt. Zu Kriegsbeginn war er Chef der 8./Infanterie-Regiment 487 und wurde dann Führer des II./Infanterie-Regiment 487 bei der 267. Infanterie-Division. Mit der Abgabe des Bataillons an das Infanterie-Regiment 518 wurde er dort im Februar 1940 Führer des II. Bataillons, nun bei der 295. Infanterie-Division. Ab dem 5. Februar 1942 war er Kommandeur des Infanterie-Regiments 516, ebenfalls bei der 295. Infanterie-Division. Es folgten weitere Kommandierungen und er wurde am 1. Juli 1942 zum Oberstleutnant befördert. Im Oktober und November 1944 nahm er an einem Divisionsführer-Lehrgang in Hirschberg teil. Als Oberst (Beförderung am 1. Juli 1944) war er vertretungsweise für Friedrich Kittel von Dezember 1944 bis Januar 1945 Kommandeur die 62. Volksgrenadier-Division. Nach seiner Beförderung zum Generalmajor war er von Anfang April 1945 bis Kriegsende Kommandeur der 256. Volksgrenadier-Division.
Dem damaligen Major und Kommandeur des III. Bataillons im Grenadier-Regiment 517 der 295. Infanterie-Division wurde am 22. Januar 1943 das Ritterkreuz des Eisernen Kreuzes verliehen. In der gleichen Funktion, aber im Grenadier-Regiment 518, hatte er bereits im Februar 1942 das Deutsche Kreuz in Gold erhalten.